# Tectaria polymorpha
Tectaria polymorpha är en ormbunkeart som först beskrevs av Nathaniel Wallich och William Jackson Hooker, och fick sitt nu gällande namn av Edwin Bingham Copeland. Tectaria polymorpha ingår i släktet Tectaria och familjen Tectariaceae. Inga underarter finns listade.